# Sedayu (Slogohimo)
Sedayu is een bestuurslaag in het regentschap Wonogiri van de provincie Midden-Java, Indonesië. Sedayu telt 2716 inwoners (volkstelling 2010).